# Divinitatis Doctor
Divinitatis Doctor, Latijn voor "Doctor in de Godgeleerdheid", is een hoge academische graad in de theologie. Divinitatis Doctor wordt afgekort tot D.D. De titel is verouderd, maar komt als eregraad nog voor in de Verenigde Staten en het Verenigd Koninkrijk.